# Pia Meyer-Federspiel
Pia Meyer-Federspiel (* 26. Juli 1929 in Zürich; † 18. Juni 2016 ebenda, heimatberechtigt in Oberhelfenschwil) war eine Schweizer Künstlerin. Ihre Werk umfasst Malerei, Zeichnungen, Theaterdekorationen sowie Kunst am Bau.

## Leben

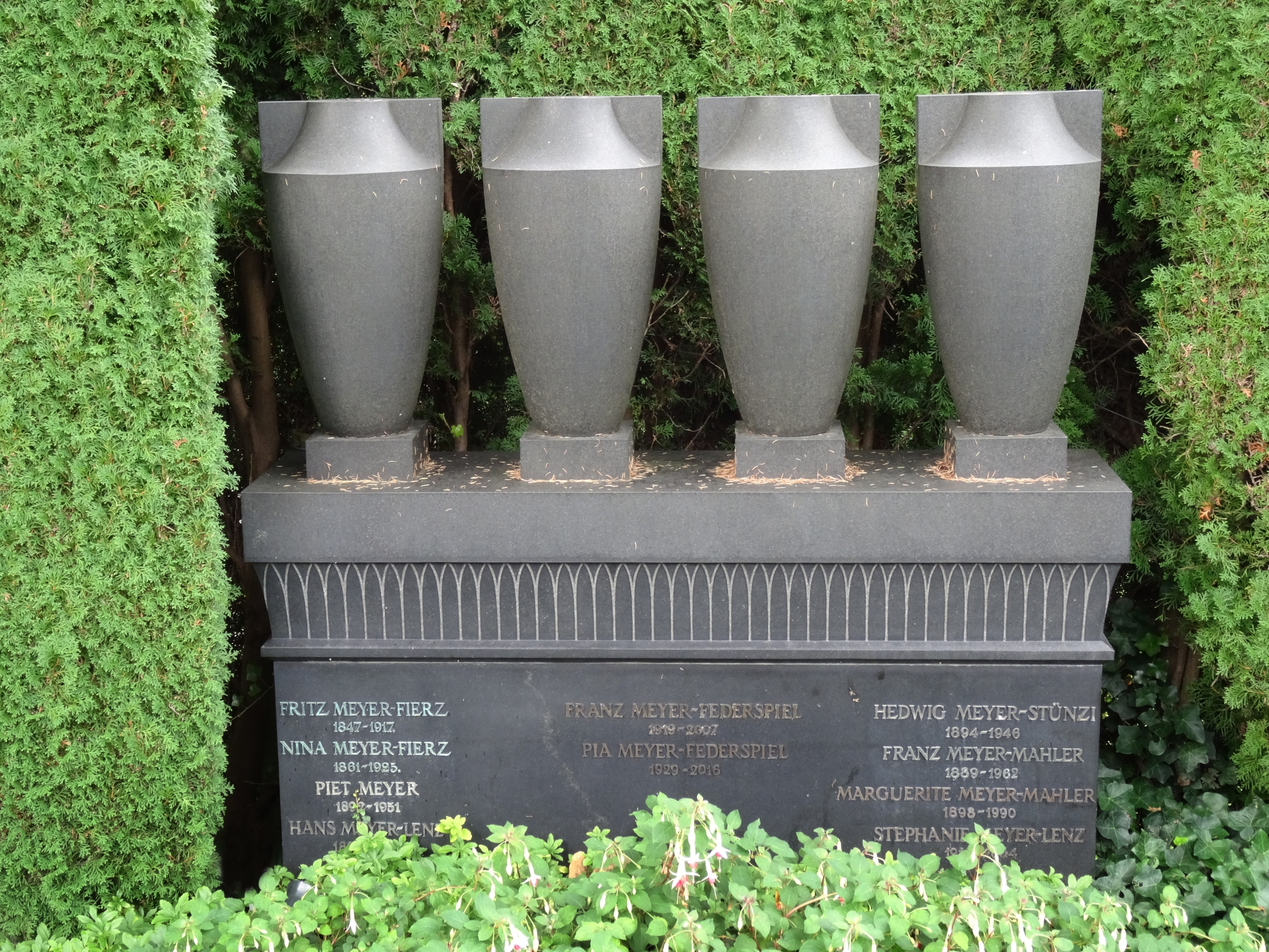
Grab, Friedhof Enzenbühl, Zürich

Pia Federspiel war eine Tochter des Journalisten Georg Martin Federspiel und der Helen, geborene Rudin. Ihr jüngerer Bruder war der Schriftsteller Jürg Federspiel. In erster Ehe war sie mit dem Kunsthistoriker und Direktor der Kunsthalle Basel Arnold Rüdlinger verheiratet. Neun Jahre nach dessen Tod heiratete sie 1976 den Kunsthistoriker Franz Meyer.
Zitat von Pia Federspiel: «Der Malprozess erfordert ein Hin und Her zwischen Denken und Fühlen. Man muss zwar unglaublich viel Kopfarbeit leisten. Wichtig aber dann ist das Vergessen-können aller ‹männlichen Referenzen›.»
Meyer-Federspiel erhielt 1968 ein Eidgenössisches Kunststipendium und war von 1971 bis 1979 Mitglied der Schweizerischen Gesellschaft Bildender Künstlerinnen (SGBK) Sektion Zürich. 1995 stellte sie  Werke in einer Einzelausstellung in der Galerie Jamileh Weber in Zürich aus.  
Pia Meyer-Federspiel fand ihre letzte Ruhestätte auf dem Friedhof Enzenbühl in Zürich.